# Різні долі (фільм)
«Різні долі» (рос. «Разные судьбы») — російський радянський художній фільм-мелодрама 1956 року. Режисер: Леонід Луков.

## Сюжет
Шкільні друзі Соня, Стьопа, Федя та Таня вступають у доросле життя. Соня закохана в Стьопу, але він любить Таню, а Таня віддає перевагу Феді. Стьопа їде в Новосибірськ і починає працювати на металургійному заводі, навчаючись у вечірньому інституті, Таня відправляється за Стьопою, а Федя одружується на Тані і вони лишаються в Ленінграді…

## У ролях
- Тетяна Пілецька — Таня Огнєва
- Юліан Панич — Федя Морозов
- Георгій Юматов — Стьопа Огурцов
- Тетяна Конюхова — Соня Орлова
- Лев Свердлін — Микола Капітонович Огнєв, батько Тані
- Ольга Жизнєва — Олена Семенівна Огнєва, мати Тані
- Бруно Фрейндліх — композитор Ігор Степанович Рощин
- Сергій Філіппов — Костя, водій Рощина
- Всеволод Санаєв — Володимир Сергійович Жуков, парторг цеху
- Сергій Блинников — Єгор Петрович Зубов, начальник цеху
- Володимир Дорофєєв — Іван Романович Сергійчук, майстер цеху
- Анна Коломійцева — Людмила Іванівна, дружина Єгора Зубова
- Лілія Максимова — Маша, дружина Рощина
- Віра Орлова — Ніна Никифорівна, сусідка Морозових
- Олександр Пелевін — секретар парткому цеху Петрунін
- Валентина Березуцька — сусідка Соні Орлової по гуртожитку